# Fisher Celebrity
O Fisher Celebrity é uma aeronave monomotor, biplana, de dois lugares, trem de pouso convencional, projetado para construção por construtores amadores. A Fisher Flying Products foi originalmente baseada em Edgeley, Dakota do Norte, Estados Unidos, mas a empresa agora está localizada em Dorchester, Ontário, Canadá.

## Desenvolvimento
O Celebrity foi projetado pela Fisher Aircraft nos Estados Unidos em 1989 e destinava-se a se encaixar na categoria Experimental, embora se qualifique como aeronave ultraleve em alguns países, como o Canadá. Ele também se qualifica como Light Sport Aircraft nos EUA. O peso vazio padrão do Celebrity é 272 kg quando equipado com motor Continental O-200, de 100 hp (75 kW) e tem um peso bruto de 558 kg .
A construção do Celebrity é de madeira, com as asas, cauda e fuselagem revestidas com tecido aeronáutico. Uma fuselagem alternativa de aço 4130 foi disponibilizada inicialmente, mas não é mais oferecida pelo fabricante. Como a maioria dos biplanos, o Celebrity não tem flaps. O trem de pouso do Celebrity tem suspensão elástica . O acesso ao cockpit é feito pela asa inferior. A empresa afirma que um construtor amador precisaria de 600 horas para construir o Celebrity.
Os motores indicados para o Celebrity incluem o Continental A-65, de 65 hp (48 kW), o, Continental C-85, de 85 hp (63 kW), o Continental O-200, de 100 hp (75 kW) e o Lycoming O-235, de 115 hp (86 kW).
No final de 2011, mais de 55 unidades do Celebrity estavam voando.

## Especificações

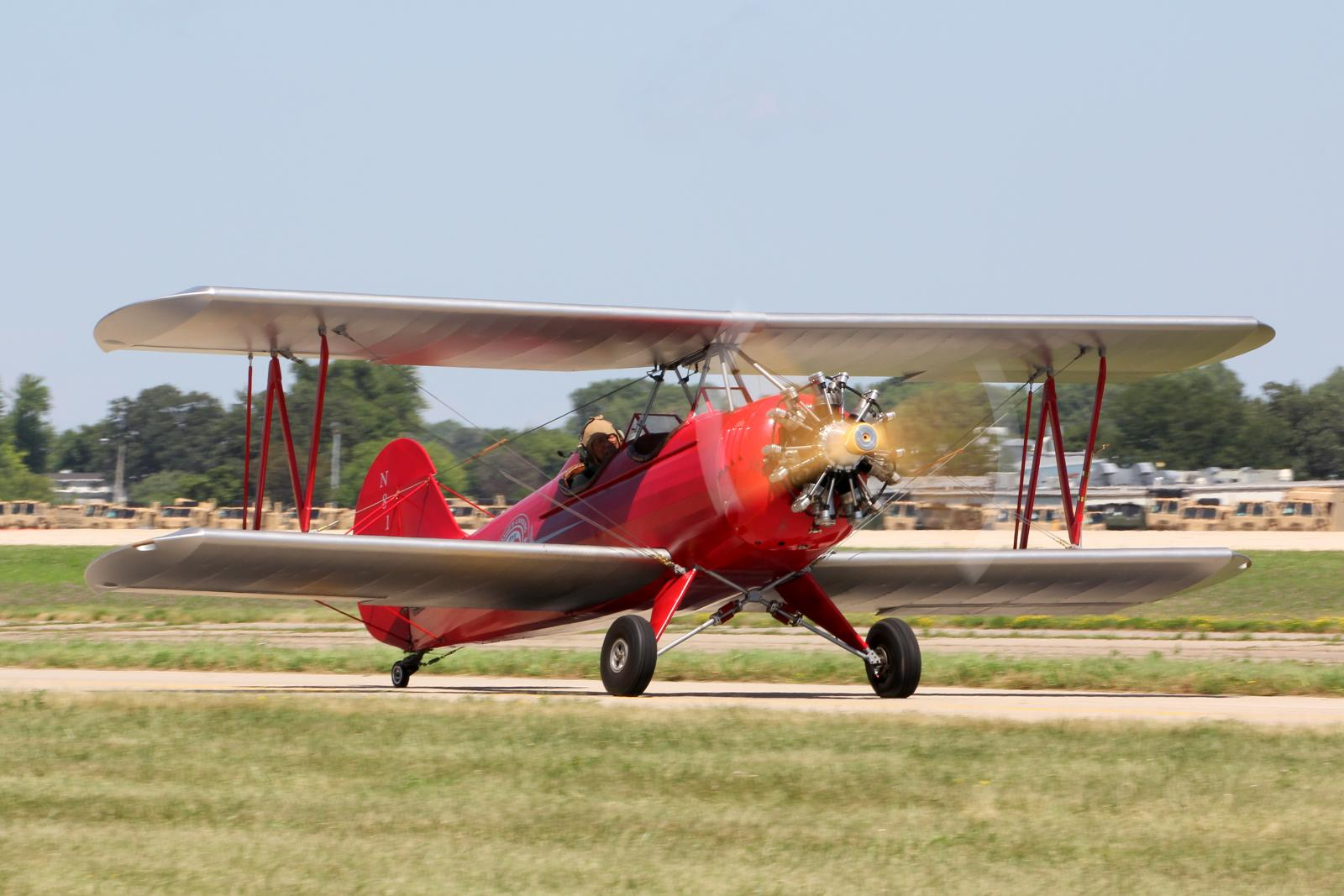
Um Fisher Celebrity propelido por um motor radial

Informações: AeroCrafter & Kitplanes

### Características Gerais
- Tripulação: 1
- Capacidade: Um passageiro e 285 kg de carga
- Comprimento: 5.33m
- Envergadura: 6.71m
- Altura: 1.83m
- Área Alar: 16.37m²
- Peso Vazio: 272 kg
- Peso Carregado: 557 kg
- Capacidade de Combustível: 150L
- Motor: 1x Continental O-200, de 100 hp (75 kW)

### Desempenho
- Velocidade Máxima: 154 km/h (83 kn)
- Velocidade de Cruzeiro: 138 km/h (74 kn)
- Velocidade de Estol: 65 km/h (35 kn)
- Velocidade Nunca Exceder: 194 km/h (100 kn)
- Razão de Subida: 4.1 m/s
- Carga Alar: 34.03 kg/m²